# Faisanderie

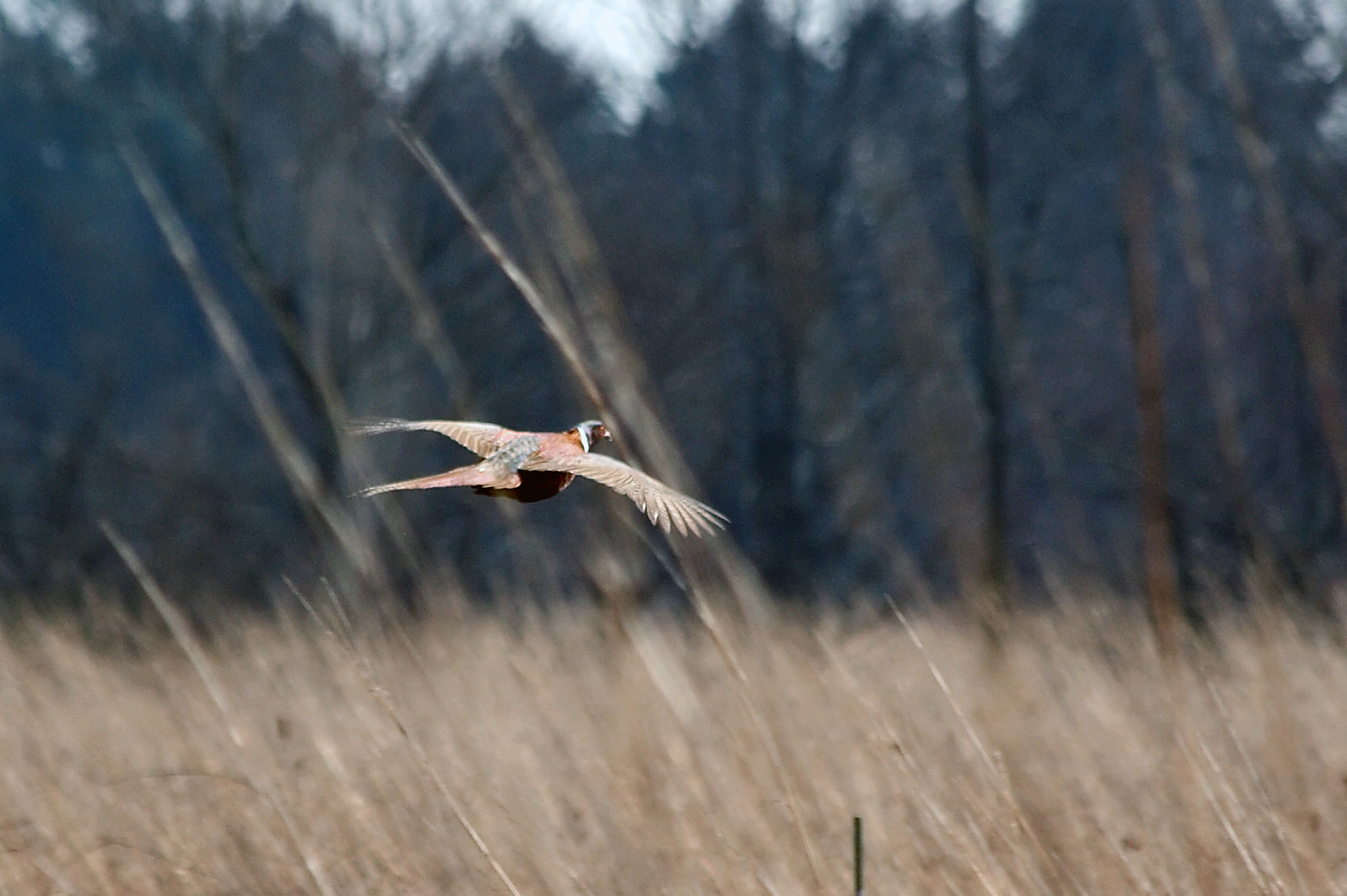
Faisan en vol.

Une faisanderie est un terrain ou un domaine où sont élevés des faisans pour la chasse à tir. Par extension, il peut s'agir d'une volière ou d'un pavillon près d'un château où sont engraissés des faisans d'élevage pour la table.
Ce terme apparaît au XVIe siècle avec le développement de ce sport dans l'aristocratie européenne. Nombre de châtelains au XVIIIe siècle se font construire une faisanderie dans leur domaine, ou nomment ainsi leur pavillon de plaisance servant de rendez-vous de chasse, près du château principal.

## Toponymie

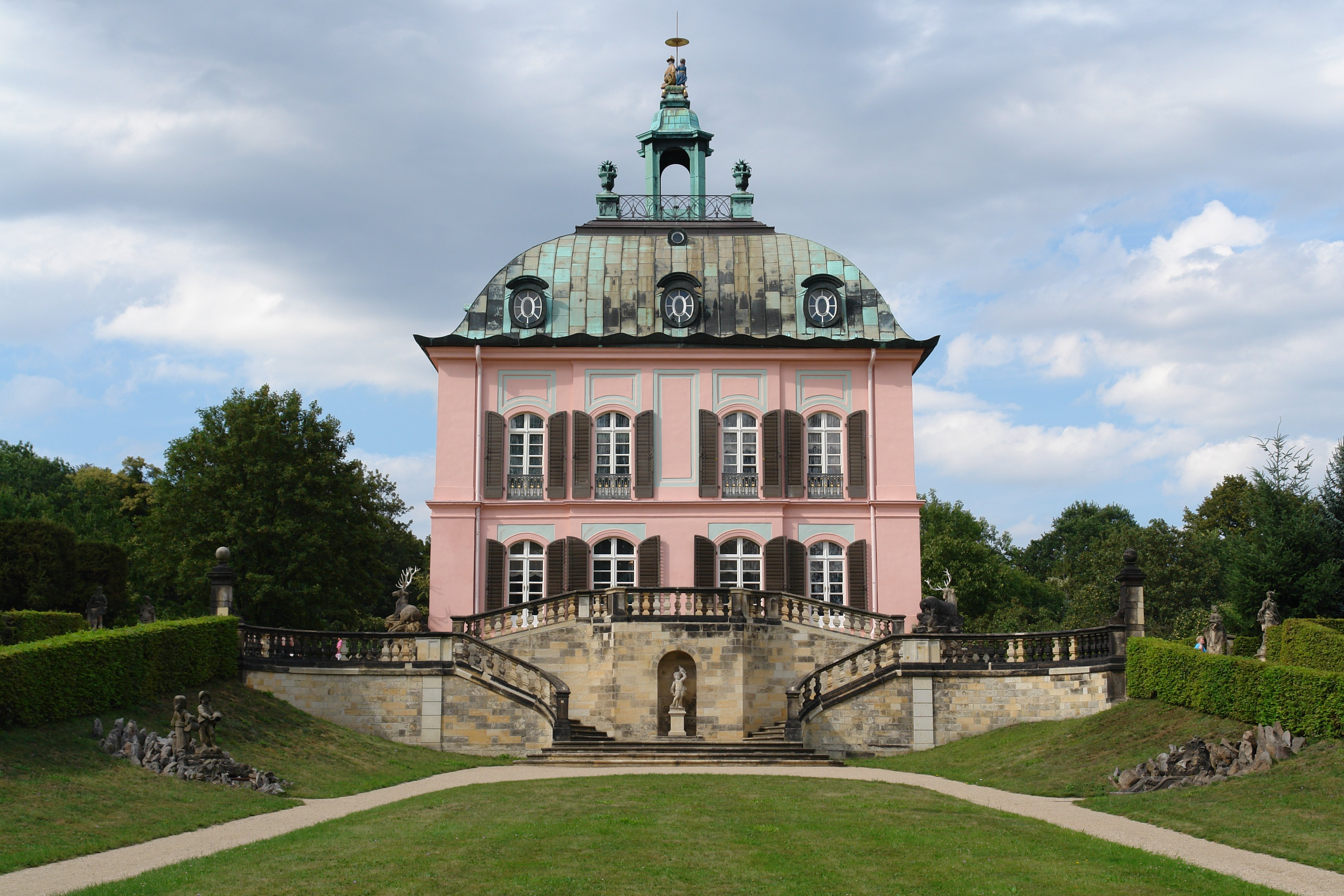
Vue du château de la Faisanderie en Saxe.

- Château de la Fasanerie (Hesse, Allemagne)
- Château de la Faisanderie (Saxe, Allemagne)
- Ferme de la Faisanderie, ancien établissement agricole dans le bois de Vincennes à Paris
- Forêt domaniale et maison forestière de la Faisanderie (Saverne, Monswiller, Steinbourg, Alsace, Bas-Rhin)
- Avenue de la Faisanderie à Bruxelles et également à Brunoy.
- Rue de la Faisanderie (16e arrondissement de Paris)
- Redoute de la Faisanderie (bois de Vincennes)
- Carrefour de la Ferme-de-la-Faisanderie (bois de Vincennes)
- Rue de la Faisanderie de Strasbourg, Steinbourg, Ernolsheim-lès-Saverne, Neuwiller-lès-Saverne (Bas-Rhin)